# Teorema egregi

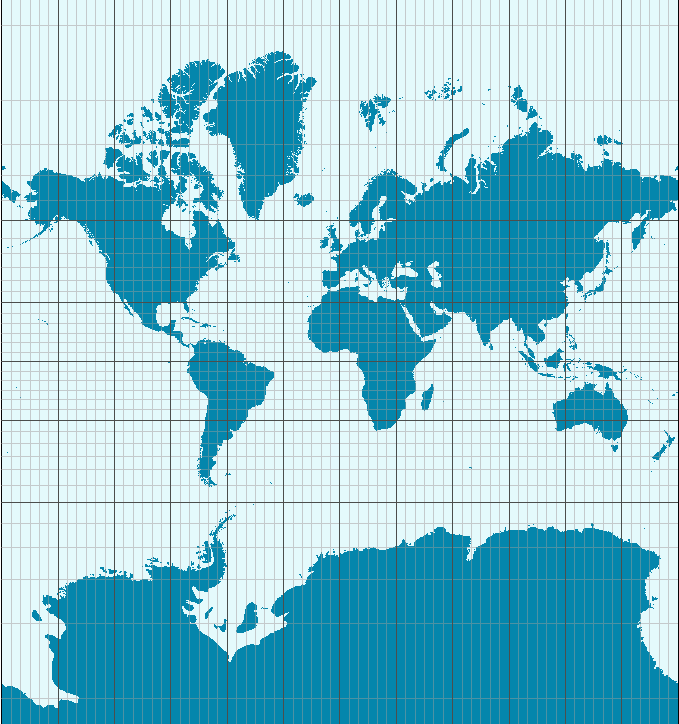
Una conseqüència del teorema egregi és que la Terra no es pot representar en un mapa pla sense distorsió. La projecció de Mercator, que es veu a la imatge, manté els angles però distorsiona l'àrea.

El teorema egregi de Gauss (del llatí Theorema Egregium) és un resultat distingit en geometria diferencial relatiu a la curvatura de superfícies que fou demostrat per Carl Friedrich Gauss el 1827. El teorema estableix que la curvatura gaussiana pot ser determinada completament mesurant angles, distàncies i les seves proporcions en una superfície, sense haver de considerar-ne l'embedding (la immersió difeomorfa) particular en l'espai euclidià 3-dimensional. En altres paraules, la curvatura gaussiana d'una superfície no varia quan hom la flecteix sense distendre-la. Per tant, la curvatura gaussiana és una invariant intrínseca d'una superfície.
Gauss exposà el teorema de la següent manera (traduït del llatí):
Per tant, la fórmula de l'article anterior menarà al teorema egregi.
Teorema. Si es desplega una superfície corba sobre qualsevol altra superfície, la mesura de la curvatura de cada punt roman invariant.
El teorema és «egregi» (distingit, remarcable) perquè la definició inicial de curvatura gaussiana fa un ús directe de posició de la superfície en l'espai. Per això és força sorprenent que el resultat no depèn de l'embedding malgrat totes les flexions i torsions possibles.
En terminologia matemàtica moderna, el teorema pot enunciar-se de la manera següent:
Dues superfícies isomètriques tenen la mateixa curvatura gaussiana en els punts corresponents per la isometria.

## Aplicacions

Animació de la transformació isomètrica d'un helicoide en una catenoide. La transformació es realitza sense distendre la superfície. Durant el procés, la curvatura gaussiana de la superfície en cada punt es manté constant.

Una esfera de radi R té curvatura gaussiana constant igual a 1/R². D'altra banda, el pla té curvatura gaussiana zero. Com a corol·lari del teorema egregi, un tros de paper no pot desplegar-se damunt d'una esfera sense arrugar-se. Inversament, la superfície d'una esfera no pot desplegar-se damunt d'una superfície plana sense distorsionar-la. Si hom trepitja una closca d'ou buida, la closca no s'aplanarà sense deformació. Matemàticament, una esfera i un pla no són isomètrics, ni globalment ni local. Això és un fet significatiu per a la cartografia: implica que no es pot produir un mapa pla perfecte de la Terra, ni tan sols per una part de la superfície de la Terra. Per tant, les projeccions cartogràfiques distorsionen necessàriament almenys les distàncies.
Una catenoide i un helicoide són dues superfícies d'aparença molt diferent. Tanmateix, una es pot desplegar contínuament sobre l'altra: són localment isomètriques. Com a conseqüència del teorema egregi, quan es fa aquest desplegament la curvatura gaussiana de cada parell de punts de l'helicoide i la catenoide és sempre la mateixa. Per tant, una isometria és simplement la flexió i torsió d'una superfície sense compressió, distensió ni esquinçament.
Una aplicació del teorema egregi pot observar-se quan un objecte pla es doblega en una direcció i crea rigidesa en la direcció perpendicular. Això té aplicacions pràctiques en la construcció, i també en una manera habitual de menjar pizza. Podem dir que un tros de pizza és una superfície plana amb curvatura gaussiana constant zero, i si la dobleguem lleugerament ha de mantenir la curvatura (assumint que el doblec és una isometria local). En cada punt del doblec es crea una curvatura principal diferent de zero, fent que l'altra curvatura principal en aquests punts sigui zero. Això crea rigidesa en la direcció perpendicular al doblec, la qual cosa és convenient per menjar el tros de pizza, perquè en manté la forma i evita que s'escorrin els ingredients. El mateix principi es fa servir per reforçar els materials corrugats, com ara el cartó ondulat o el ferro corrugat, i en algunes formes de patates xips.